# Нез-Перс (округ, Айдахо)
Шаблон:StateAbbr_ 46°20′ пн. ш. 116°45′ зх. д. / 46.33° пн. ш. 116.75° зх. д.
Округ  Нез-Перс (англ. Nez Perce County) — округ (графство) у штаті  Айдахо, США. Ідентифікатор округу 16069.

## Історія
Округ утворений 1864 року.

## Демографія
За даними перепису 
2000 року 
загальне населення округу становило 37410 осіб, зокрема міського населення було 30946, а сільського — 6464.
Серед мешканців округу чоловіків було 18389, а жінок — 19021. В окрузі було 15286 домогосподарств, 10151 родин, які мешкали в 16203 будинках.
Середній розмір родини становив 2,9.
Віковий розподіл населення поданий у таблиці:
| Стать    | До 15 років | 15-21 | 22-29 | 30-39 | 40-49 | 50-65 | 65-85 | Понад 85 |
| -------- | ----------- | ----- | ----- | ----- | ----- | ----- | ----- | -------- |
| Чоловіки | 3714        | 1951  | 1907  | 2407  | 2791  | 2901  | 2440  | 278      |
| Жінки    | 3554        | 1924  | 1809  | 2464  | 2814  | 2999  | 2892  | 565      |

## Суміжні округи
- Лейта — північ
- Клірвотер — північний схід
- Льюїс — схід
- Айдахо — південний захід
- Валлова, Орегон — південний захід
- Асотин, Вашингтон — захід
- Вітмен, Вашингтон — північний захід

## Виноски
1. ↑  (unspecified title) — Москва: ВИНИТИ РАН, 1964. — С. 40. — 235 с.
2. ↑  U.S. Decennial Census. United States Census Bureau. Архів оригіналу за 4 квітня 2018. Процитовано 1 липня 2014.
3. ↑  Historical Census Browser. University of Virginia Library. Архів оригіналу за 11 серпня 2012. Процитовано 1 липня 2014.
4. ↑  Population of Counties by Decennial Census: 1900 to 1990. United States Census Bureau. Архів оригіналу за 30 жовтня 2014. Процитовано 1 липня 2014.
5. ↑  Census 2000 PHC-T-4. Ranking Tables for Counties: 1990 and 2000 (PDF). United States Census Bureau. Архів оригіналу (PDF) за 18 грудня 2014. Процитовано 1 липня 2014.
6. ↑  State & County QuickFacts. United States Census Bureau. Архів оригіналу за 17 липня 2011. Процитовано 1 липня 2014.(англ.) Наведено за англійською вікіпедією.
7. ↑  American FactFinder. Бюро перепису населення США. Архів оригіналу за 26 лютого 2012. Процитовано 31 січня 2008.

| США | Це незавершена стаття з географії США. Ви можете допомогти проєкту, виправивши або дописавши її. |